# 슬픔보다 더 슬픈 이야기
"슬픔보다 더 슬픈 이야기"는 2009년에 개봉한 대한민국의 영화이다. 원태연 감독이 쓴 동명의 소설을 원작으로 한 2009년 한국 영화다. 2018년 대만, 2021년 필리핀 영화, 대만 드라마 '모어 댄 블루라는 제목으로 리메이크 되었다

## 줄거리
라디오 PD라는 강철규과  작사가된 은원은 학교에서 처음으로 만났을때 학교를 싫어했으며 커피와 라면을 좋아했고 신경 쓸 가족이 없던 케이와 크림은 금세 친해졌고 둘이서 살기 시작한다. 때로는 친구와 가족처럼 지속된 동거의 삶이였고 아버지로부터 물려받은 시한부 판정을 받았다. 몰래 혼자서 남겨져있는 크림을 생각하고 눈물이 나기 시작한다. 한편 치과의사 출신의 차주환이 등장하고 강철규의 라디오 방송국에 차주환과 사랑에 빠지게 된다. 하지만 차주환에게는 약혼녀가 제나였다는 걸 눈치 챈 강철규의 일행은 제나와 주환의 약혼을 파기하고 파기를 하자마자 크림과 결혼 날짜를 잡고 그 다음 날 크림과 차주환의 결혼식 날이 다가온다. 한 사람을 가운데 두고 주환과 케이의 운명은 어떻게 될까?

## 캐스팅
- 정애연 : 제나 역
- 이한위 : 김사장 역
- 신현탁 : 민철 역
- 김경룡 : 최 피디 역
- 김정팔 : 편성부장 역
- 임철형 : 캣걸 작곡가 역
- 송경의 : 의사 2 역
- 선호진 : 사빠미 DJ 역
- 지대한 : 가수 A 엔지니어 역
- 여운혁 : 학생주임 선생님 역
- 정종우 : 방송국 FD 1 역
- 정준호 : 임 사장 역 (특별출연)
- 이승철 : 가수 A 역 (특별출연)
- 남규리 : 캣걸 역 (특별출연)
- 김흥국 : 교통방송 DJ 역 (특별출연)
- 배장수 : 의사 역 (특별출연)